# Henri Dénéchau
Henri Dénéchau est un prélat catholique français né le 19 décembre 1832 à Trémentines et mort le 18 avril 1908 à Tulle.

## Biographie
Fils (ou petit-fils) de Joseph Dénéchau, maire de Trémentines, Henri Charles Dominique Dénéchau est ordonné prêtre le 20 décembre 1856, puis nommé vicaire à l'église de la Trinité d'Angers.
Appelé par son oncle maternel Félix-Pierre Fruchaud, évêque de Limoges, il devient son secrétaire et vicaire général du diocèse. Il suit son oncle lorsque celui-ci est nommé archevêque de Tours en 1871.
En 1878, il devient évêque de Tulle. Il fait partie du groupe de prélats qui s'opposent à la laïcisation de la France. Il est le premier évêque français à conduire un pèlerinage à Jérusalem.